# Wielki Pit
Wielki Pit (ros. Большой Пит) – rzeka w Rosji, w Kraju Krasnojarskim, prawy dopływ Jeniseju.
Bierze początek w Górach Jenisejskich i przepływa przez Wyżynę Środkowosyberyjską. Wpływa do Jeniseju między jej dwoma dopływami (Angara i Podkamienna Tunguzka), w odległości 510 km w dół rzeki od Krasnojarska, lub w odległości 1880 km od ujścia Jeniseju.
Długość rzeki wynosi 415 km. Powierzchnia dorzecza obejmuje 15 300 km².
Średni roczny przepływ wody w odległości 197 km od ujścia wynosi około 225 m³/s.
Zasilana głównie śniegiem z opadów.
Najwyższy poziom wody występuje w maju i czerwcu. Od czasu podjęcia obserwacji stanu wody w rzece maksymalny średni miesięczny przepływ wody miał miejsce w czerwcu 1983 i wynosił 1 500 m³/s. Zamarza w połowie listopada i pozostaje pod lodem do połowy maja.